# Amtsgericht Parsberg
Das Amtsgericht Parsberg war ein von 1879 bis 1973 bestehendes Amtsgericht in Parsberg in Bayern.

## Geschichte
Parsberg war Sitz einer reichsunmittelbaren Herrschaft mit eigenem Gericht, bis diese bei der Mediatisierung 1803 dem Kurfürstentum Bayern einverleibt wurde. Vorgänger des Amtsgerichts war das Landgericht Parsberg. Als Eingangsinstanz der niederen Gerichtsbarkeit wurden die bestehenden bayerischen Landgerichte 1879 durch das Gerichtsverfassungsgesetz reichseinheitlich in Amtsgericht umbenannt. Mit Wirkung vom 1. Januar 1970 wurde das Amtsgericht Hemau aufgehoben und sein Bezirk dem Amtsgericht Parsberg zugelegt. Das Amtsgericht Parsberg wurde zum 1. Juli 1973 in das Amtsgericht Neumarkt in der Oberpfalz integriert und aufgelöst.

## Gerichtsgebäude
Sitz des Land- und späteren Amtsgerichts Parsberg war das Schloss Parsberg, das 1907 bis 1909 erheblich umgebaut wurde.